# Ђузепе Кастели
Ђузепе Кастели (итал. Giuseppe Castelli; Фругароло, Италија 5. октобар 1907 — Милано , 19. децембар 1942) био је италијански атлетичар специјалиста за трке на 100 и 200 м метара, репрезентативац Краљевине Италије од 1928—1934, освајач олимпијске медаље на Летњим олимпијским играма 1932. у Лос Анђелесу.
Кастели је два пута представљао Италију на Летњим олимпијским играма 1928. где се такмичио у трчању на 200 м и штафети 4 х 100 метара и 1932. само у штафети. На првом наступу 1928. резултатом 22,2 испао је у четвртфиналу, а са штафетом је испао у полуфиналу. Највећи успех у каријери постигао је на Летњим олимпијским играма 1932. у Лос Анђелесу када је са штафетом освојио треће место и бронзану олимпијску медаљу (41,2) иза штафета САД (поставила светски рекорд 40,0) и Немачке. Поред њега штафету су чинили и Габријеле Салвијати, Руђеро Морегати и Едгардо Тоети.